# Stay (2-4 Family)
Stay è il singolo di debutto del gruppo musicale rap tedesco 2-4 Family. Questo fu l'unico singolo del gruppo ad essere stato pubblicato con la componente Jo O'Meara, che venne poi sostituita da Joanna Biscardine.
Il singolo venne pubblicato il 27 luglio 1998 ed ottenne un discretissimo successo raggiungendo la #8 nella classifica tedesca.
Il 30 novembre del 1998 uscì anche una versione natalizia del singolo.

## Tracklist

### CD Singolo 2 Tracce
- Stay (Radio Version) (3:49)
- Stay (Video Edit) (4:09)

### Maxi CD Singolo
- Stay (Radio Version) (3:49)
- Stay (Regular Mix) (4:08)
- Stay (Video Edit) (4:09)
- Stay (Perfect Tools Mix) (5:32)
- Stay (Special Radio Version) (4:12)

### CD Singolo (Versione Natalizia)
- Stay (Special X-Mas Version) (04:10)
- Stay (Jayys D-Style Mix) (04:18)
- Stay (Radio Edit) (03:50)
- 9 Lives (03:57)
- Personal X-Mas I.D (00:16)

## Classifiche
| Chart (1998/1999) | Posizione |
| ----------------- | --------- |
| Germania          | 8         |
| Austria           | 11        |
| Svizzera          | 24        |
| Francia           | 99        |
| Paesi Bassi       | 57        |